# Karolin (rejon grodzieński)
Karolin (biał. Караліно; ros. Каролино) – wieś na Białorusi, w obwodzie grodzieńskim, w rejonie grodzieńskim, w sielsowiecie Podłabienie.
W XIX w. wieś i folwark. Leżały w Królestwie Polskim nad jego granicą z gubernią grodzieńską. Grunty wchodzące w skład karolińskich dóbr znajdowały się po obu stronach granicy. W dwudziestoleciu międzywojennym wieś leżała w Polsce, w województwie białostockim, w powiecie grodzieńskim.